# Rotokino (rivière)
La rivière Rotokino  (anglais : Rotokino River) est une courte rivière du District de Westland dans la région de la West Coast de l'Île du Sud de la Nouvelle-Zélande. Elle s’écoule vers le sud à partir du lac Rotokino, drainant ses eaux vers le fleuve Whataroa en tresses.